# Плей-оф Кубка Стенлі 2002

Плей-оф Кубка Стенлі 2002 — стартував після регулярного чемпіонату 17 квітня та фінішував 13 червня 2002.

## Учасники плей-оф

### Східна конференція
1. Бостон Брюїнс, чемпіон Північно-Східного дивізіону, Східної конференції – 101 очко
2. Філадельфія Флайєрс, чемпіон Атлантичного дивізіону – 97 очок
3. Кароліна Гаррікейнс, чемпіон Південно-Східного дивізіону – 91 очко
4. Торонто Мейпл-Ліфс – 100 очок
5. Нью-Йорк Айлендерс – 96 очок
6. Нью-Джерсі Девілс – 95 очок
7. Оттава Сенаторс – 94 очка
8. Монреаль Канадієнс – 87 очок

### Західна конференція
1. Детройт Ред-Вінгс, чемпіон Центрального дивізіону, Західної конференції, Кубок Президента – 116 очок
2. Колорадо Аваланч, чемпіон Північно-Західного дивізіону – 99 очок (45 wins)
3. Сан-Хосе Шаркс, чемпіон Тихоокеанського дивізіону – 99 очок (44 перемоги)
4. Сент-Луїс Блюз – 98 очок
5. Чикаго Блекгокс – 96 очок
6. Фінікс Койотс – 95 очок (40 перемог, 7 очок в матчах проти Лос-Анджелеса)
7. Лос-Анджелес Кінгс – 95 очок (40 перемог, 3 очка в матчах проти Фінікса)
8. Ванкувер Канакс – 94 очка

## Плей-оф
|  | Чвертьфінали конференції | Чвертьфінали конференції              | Чвертьфінали конференції |   |          | Півфінали конференції | Півфінали конференції | Півфінали конференції |                    |                    | Фінали конференції  | Фінали конференції  | Фінали конференції  |  |  | Фінал Кубка Стенлі | Фінал Кубка Стенлі | Фінал Кубка Стенлі |
|  |                          |                                       |                          |   |          |                       |                       |                       |                    |                    |                     |                     |                     |  |  |                    |                    |                    |
|  | 1                        | Бостон                                | 2                        |   |          | 4                     | Торонто               | 4                     |                    |                    |                     |                     |                     |  |  |                    |                    |                    |
|  | 8                        | Монреаль                              | 4                        |   |          | 7                     | Оттава                | 3                     |                    |                    |                     |                     |                     |  |  |                    |                    |                    |
|  |                          |                                       |                          |   |          |                       |                       |                       |                    |                    |                     |                     |                     |  |  |                    |                    |                    |
|  | 2                        | Філадельфія                           | 1                        |   |          |                       |                       |                       | Східна конференція | Східна конференція | Східна конференція  | Східна конференція  | Східна конференція  |  |  |                    |                    |                    |
|  | 2                        | Філадельфія                           | 1                        |   |          |                       |                       |                       | Східна конференція | Східна конференція | Східна конференція  | Східна конференція  | Східна конференція  |  |  |                    |                    |                    |
|  | 7                        | Оттава                                | 4                        |   |          |                       |                       |                       |                    |                    |                     |                     |                     |  |  |                    |                    |                    |
|  | 7                        | Оттава                                | 4                        |   |          |                       |                       |                       |                    | 3                  | Кароліна            | 4                   |                     |  |  |                    |                    |                    |
|  |                          |                                       |                          |   |          |                       |                       |                       |                    | 3                  | Кароліна            | 4                   |                     |  |  |                    |                    |                    |
|  |                          | 4                                     | Торонто                  | 2 |          |                       |                       |                       |                    |                    |                     |                     |                     |  |  |                    |                    |                    |
|  | 3                        | 4                                     | Торонто                  | 2 | Кароліна | 4                     |                       |                       |                    |                    |                     |                     |                     |  |  |                    |                    |                    |
|  | 3                        |                                       |                          |   | Кароліна | 4                     |                       |                       |                    |                    |                     |                     |                     |  |  |                    |                    |                    |
|  | 6                        | Нью-Джерсі                            | 2                        |   |          |                       |                       |                       |                    |                    |                     |                     |                     |  |  |                    |                    |                    |
|  | 6                        | Нью-Джерсі                            | 2                        |   |          |                       |                       |                       |                    |                    |                     |                     |                     |  |  |                    |                    |                    |
|  |                          |                                       |                          |   |          |                       |                       |                       |                    |                    |                     |                     |                     |  |  |                    |                    |                    |
|  |                          |                                       |                          |   |          |                       |                       |                       |                    |                    |                     |                     |                     |  |  |                    |                    |                    |
|  | 4                        | Торонто                               | 4                        |   | 3        | Кароліна              | 4                     |                       |                    |                    |                     |                     |                     |  |  |                    |                    |                    |
|  | 4                        | Торонто                               | 4                        |   | 3        | Кароліна              | 4                     |                       |                    |                    |                     |                     |                     |  |  |                    |                    |                    |
|  | 5                        | Нью-Йорк Айлендерс                    | 3                        |   |          | 8                     | Монреаль              | 2                     |                    |                    |                     |                     |                     |  |  |                    |                    |                    |
|  | 5                        | Нью-Йорк Айлендерс                    | 3                        |   |          |                       |                       |                       |                    | С3                 | Кароліна            | 1                   |                     |  |  |                    |                    |                    |
|  |                          | (Пари пересіяні після першого раунду) |                          |   |          |                       |                       |                       |                    | С3                 | Кароліна            | 1                   |                     |  |  |                    |                    |                    |
|  |                          | З1                                    | Детройт                  | 4 |          |                       |                       |                       |                    |                    |                     |                     |                     |  |  |                    |                    |                    |
|  | 1                        | З1                                    | Детройт                  | 4 | Детройт  | 4                     |                       |                       | 1                  | Детройт            | 4                   |                     |                     |  |  |                    |                    |                    |
|  | 1                        |                                       |                          |   | Детройт  | 4                     |                       |                       | 1                  | Детройт            | 4                   |                     |                     |  |  |                    |                    |                    |
|  | 8                        | Ванкувер                              | 2                        |   |          | 4                     | Сент-Луїс             | 1                     |                    |                    |                     |                     |                     |  |  |                    |                    |                    |
|  | 8                        | Ванкувер                              | 2                        |   |          | 4                     | Сент-Луїс             | 1                     |                    |                    |                     |                     |                     |  |  |                    |                    |                    |
|  |                          |                                       |                          |   |          |                       |                       |                       |                    |                    |                     |                     |                     |  |  |                    |                    |                    |
|  | 2                        | Колорадо                              | 4                        |   |          |                       |                       |                       |                    |                    |                     |                     |                     |  |  |                    |                    |                    |
|  | 2                        | Колорадо                              | 4                        |   |          |                       |                       |                       |                    |                    |                     |                     |                     |  |  |                    |                    |                    |
|  | 7                        | Лос-Анджелес                          | 3                        |   |          |                       |                       |                       |                    |                    |                     |                     |                     |  |  |                    |                    |                    |
|  | 7                        | Лос-Анджелес                          | 3                        |   |          |                       |                       |                       | 1                  | Детройт            | 4                   |                     |                     |  |  |                    |                    |                    |
|  |                          |                                       |                          |   |          |                       |                       |                       | 1                  | Детройт            | 4                   |                     |                     |  |  |                    |                    |                    |
|  |                          | 2                                     | Колорадо                 | 3 |          |                       |                       |                       |                    |                    |                     |                     |                     |  |  |                    |                    |                    |
|  | 3                        | 2                                     | Колорадо                 | 3 | Сан-Хосе | 4                     |                       |                       |                    |                    |                     |                     |                     |  |  |                    |                    |                    |
|  | 3                        |                                       |                          |   | Сан-Хосе | 4                     |                       |                       |                    |                    |                     |                     |                     |  |  |                    |                    |                    |
|  | 6                        | Фінікс                                | 1                        |   |          |                       |                       |                       |                    |                    | Західна конференція | Західна конференція | Західна конференція |  |  |                    |                    |                    |
|  | 6                        | Фінікс                                | 1                        |   |          |                       |                       |                       |                    |                    | Західна конференція | Західна конференція | Західна конференція |  |  |                    |                    |                    |
|  |                          |                                       |                          |   |          |                       |                       |                       |                    |                    |                     |                     |                     |  |  |                    |                    |                    |
|  | 4                        | Сент-Луїс                             | 4                        |   | 2        | Колорадо              | 4                     |                       |                    |                    |                     |                     |                     |  |  |                    |                    |                    |
|  | 4                        | Сент-Луїс                             | 4                        |   | 2        | Колорадо              | 4                     |                       |                    |                    |                     |                     |                     |  |  |                    |                    |                    |
|  | 5                        | Чикаго                                | 1                        |   |          | 3                     | Сан-Хосе              | 3                     |                    |                    |                     |                     |                     |  |  |                    |                    |                    |

### Чвертьфінали конференції
Східна конференція
| Бостон Брюїнс (1) та Монреаль Канадієнс (8) | Бостон Брюїнс (1) та Монреаль Канадієнс (8) | Бостон Брюїнс (1) та Монреаль Канадієнс (8) | Бостон Брюїнс (1) та Монреаль Канадієнс (8) | Бостон Брюїнс (1) та Монреаль Канадієнс (8) | Бостон Брюїнс (1) та Монреаль Канадієнс (8) | Бостон Брюїнс (1) та Монреаль Канадієнс (8) |
| Дата                                        | Господарі                                   | Господарі                                   | Гості                                       | Гості                                       | Примітки                                    |                                             |
| ------------------------------------------- | ------------------------------------------- | ------------------------------------------- | ------------------------------------------- | ------------------------------------------- | ------------------------------------------- | ------------------------------------------- |
| 18 квітня                                   | Монреаль                                    | 5                                           | 2                                           | Бостон                                      |                                             |                                             |
| 21 квітня                                   | Монреаль                                    | 4                                           | 6                                           | Бостон                                      |                                             |                                             |
| 23 квітня                                   | Бостон                                      | 3                                           | 5                                           | Монреаль                                    |                                             |                                             |
| 25 квітня                                   | Бостон                                      | 5                                           | 2                                           | Монреаль                                    |                                             |                                             |
| 27 квітня                                   | Монреаль                                    | 2                                           | 1                                           | Бостон                                      |                                             |                                             |
| 29 квітня                                   | Бостон                                      | 1                                           | 2                                           | Монреаль                                    |                                             |                                             |
| Монреаль виграв серію 4:2.                  |                                             |                                             |                                             |                                             |                                             |                                             |

| Кароліна Гаррікейнс (7) та Нью-Джерсі Девілс (5) | Кароліна Гаррікейнс (7) та Нью-Джерсі Девілс (5) | Кароліна Гаррікейнс (7) та Нью-Джерсі Девілс (5) | Кароліна Гаррікейнс (7) та Нью-Джерсі Девілс (5) | Кароліна Гаррікейнс (7) та Нью-Джерсі Девілс (5) | Кароліна Гаррікейнс (7) та Нью-Джерсі Девілс (5) | Кароліна Гаррікейнс (7) та Нью-Джерсі Девілс (5) |
| Дата                                             | Господарі                                        | Господарі                                        | Гості                                            | Гості                                            | Примітки                                         |                                                  |
| ------------------------------------------------ | ------------------------------------------------ | ------------------------------------------------ | ------------------------------------------------ | ------------------------------------------------ | ------------------------------------------------ | ------------------------------------------------ |
| 17 квітня                                        | Нью-Джерсі                                       | 1                                                | 2                                                | Кароліна                                         |                                                  |                                                  |
| 19 квітня                                        | Нью-Джерсі                                       | 1                                                | 2                                                | Кароліна                                         | OT                                               |                                                  |
| 21 квітня                                        | Кароліна                                         | 0                                                | 4                                                | Нью-Джерсі                                       |                                                  |                                                  |
| 23 квітня                                        | Кароліна                                         | 1                                                | 3                                                | Нью-Джерсі                                       |                                                  |                                                  |
| 24 квітня                                        | Нью-Джерсі                                       | 2                                                | 3                                                | Кароліна                                         | OT                                               |                                                  |
| 27 квітня                                        | Кароліна                                         | 1                                                | 0                                                | Нью-Джерсі                                       |                                                  |                                                  |
| Кароліна виграла серію 4:2.                      |                                                  |                                                  |                                                  |                                                  |                                                  |                                                  |

| Філадельфія Флайєрс (3) та Оттава Сенаторс (6) | Філадельфія Флайєрс (3) та Оттава Сенаторс (6) | Філадельфія Флайєрс (3) та Оттава Сенаторс (6) | Філадельфія Флайєрс (3) та Оттава Сенаторс (6) | Філадельфія Флайєрс (3) та Оттава Сенаторс (6) | Філадельфія Флайєрс (3) та Оттава Сенаторс (6) | Філадельфія Флайєрс (3) та Оттава Сенаторс (6) |
| Дата                                           | Господарі                                      | Господарі                                      | Гості                                          | Гості                                          | Примітки                                       |                                                |
| ---------------------------------------------- | ---------------------------------------------- | ---------------------------------------------- | ---------------------------------------------- | ---------------------------------------------- | ---------------------------------------------- | ---------------------------------------------- |
| 17 квітня                                      | Оттава                                         | 0                                              | 1                                              | Філадельфія                                    | OT                                             |                                                |
| 20 квітня                                      | Оттава                                         | 3                                              | 0                                              | Філадельфія                                    |                                                |                                                |
| 22 квітня                                      | Філадельфія                                    | 0                                              | 3                                              | Оттава                                         |                                                |                                                |
| 24 квітня                                      | Філадельфія                                    | 0                                              | 3                                              | Оттава                                         |                                                |                                                |
| 26 квітня                                      | Оттава                                         | 2                                              | 1                                              | Філадельфія                                    | OT                                             |                                                |
| Оттава виграла серію 4:1.                      |                                                |                                                |                                                |                                                |                                                |                                                |

| Торонто Мейпл-Ліфс (2) та Нью-Йорк Айлендерс (4) | Торонто Мейпл-Ліфс (2) та Нью-Йорк Айлендерс (4) | Торонто Мейпл-Ліфс (2) та Нью-Йорк Айлендерс (4) | Торонто Мейпл-Ліфс (2) та Нью-Йорк Айлендерс (4) | Торонто Мейпл-Ліфс (2) та Нью-Йорк Айлендерс (4) | Торонто Мейпл-Ліфс (2) та Нью-Йорк Айлендерс (4) | Торонто Мейпл-Ліфс (2) та Нью-Йорк Айлендерс (4) |
| Дата                                             | Господарі                                        | Господарі                                        | Гості                                            | Гості                                            | Примітки                                         |                                                  |
| ------------------------------------------------ | ------------------------------------------------ | ------------------------------------------------ | ------------------------------------------------ | ------------------------------------------------ | ------------------------------------------------ | ------------------------------------------------ |
| 18 квітня                                        | Н-Й Айлендерс                                    | 1                                                | 3                                                | Торонто                                          |                                                  |                                                  |
| 20 квітня                                        | Н-Й Айлендерс                                    | 0                                                | 2                                                | Торонто                                          |                                                  |                                                  |
| 22 квітня                                        | Торонто                                          | 1                                                | 6                                                | Н-Й Айлендерс                                    |                                                  |                                                  |
| 23 квітня                                        | Торонто                                          | 3                                                | 4                                                | Н-Й Айлендерс                                    |                                                  |                                                  |
| 26 квітня                                        | Н-Й Айлендерс                                    | 3                                                | 6                                                | Торонто                                          |                                                  |                                                  |
| 28 квітня                                        | Торонто                                          | 3                                                | 5                                                | Н-Й Айлендерс                                    |                                                  |                                                  |
| 30 квітня                                        | Н-Й Айлендерс                                    | 2                                                | 4                                                | Торонто                                          |                                                  |                                                  |
| Торонто виграв серію 4:3.                        |                                                  |                                                  |                                                  |                                                  |                                                  |                                                  |

Західна конференція
| Детройт та Ванкувер       | Детройт та Ванкувер | Детройт та Ванкувер | Детройт та Ванкувер |
| Дата                      | Господарі           | Гості               |                     |
| ------------------------- | ------------------- | ------------------- | ------------------- |
| 17 квітня                 | Ванкувер 4          | 3 Детройт           | OT                  |
| 19 квітня                 | Ванкувер 5          | 2 Детройт           |                     |
| 21 квітня                 | Детройт 3           | 1 Ванкувер          |                     |
| 23 квітня                 | Детройт 4           | 2 Ванкувер          |                     |
| 25 квітня                 | Ванкувер 0          | 4 Детройт           |                     |
| 27 квітня                 | Ванкувер 4          | 6 Детройт           |                     |
| Детройт виграв серію 4–2. |                     |                     |                     |

| Колорадо та Лос-Анджелес   | Колорадо та Лос-Анджелес | Колорадо та Лос-Анджелес | Колорадо та Лос-Анджелес |
| Дата                       | Господарі                | Гості                    |                          |
| -------------------------- | ------------------------ | ------------------------ | ------------------------ |
| 18 квітня                  | Лос-Анджелес 3           | 4 Колорадо               |                          |
| 20 квітня                  | Лос-Анджелес 3           | 5 Колорадо               |                          |
| 22 квітня                  | Колорадо 1               | 3 Лос-Анджелес           |                          |
| 23 квітня                  | Колорадо 1               | 0 Лос-Анджелес           |                          |
| 25 квітня                  | Лос-Анджелес 1           | 0 Колорадо               | OT                       |
| 27 квітня                  | Колорадо 1               | 3 Лос-Анджелес           |                          |
| 29 квітня                  | Лос-Анджелес 1           | 4 Колорадо               |                          |
| Колорадо виграв серію 4–3. |                          |                          |                          |

| Сан-Хосе та Фінікс         | Сан-Хосе та Фінікс | Сан-Хосе та Фінікс | Сан-Хосе та Фінікс |
| Дата                       | Господарі          | Гості              |                    |
| -------------------------- | ------------------ | ------------------ | ------------------ |
| 17 квітня                  | Фінікс 1           | 2 Сан-Хосе         |                    |
| 20 квітня                  | Фінікс 3           | 1 Сан-Хосе         |                    |
| 22 квітня                  | Сан-Хосе 4         | 1 Фінікс           |                    |
| 24 квітня                  | Сан-Хосе 2         | 1 Фінікс           |                    |
| 26 квітня                  | Фінікс 1           | 4 Сан-Хосе         |                    |
| Сан-Хосе виграв серію 4–1. |                    |                    |                    |

| Сент-Луїс та Чикаго         | Сент-Луїс та Чикаго | Сент-Луїс та Чикаго | Сент-Луїс та Чикаго |
| Дата                        | Господарі           | Гості               |                     |
| --------------------------- | ------------------- | ------------------- | ------------------- |
| 18 квітня                   | Чикаго 2            | 1 Сент-Луїс         |                     |
| 20 квітня                   | Чикаго 0            | 2 Сент-Луїс         |                     |
| 21 квітня                   | Сент-Луїс 4         | 0 Чикаго            |                     |
| 23 квітня                   | Сент-Луїс 1         | 0 Чикаго            |                     |
| 25 квітня                   | Чикаго 3            | 5 Сент-Луїс         |                     |
| Сент-Луїс виграв серію 4–1. |                     |                     |                     |

### Півфінали конференції
Східна конференція
| Кароліна та Монреаль        | Кароліна та Монреаль | Кароліна та Монреаль | Кароліна та Монреаль |
| Дата                        | Господарі            | Гості                |                      |
| --------------------------- | -------------------- | -------------------- | -------------------- |
| 3 травня                    | Монреаль 0           | 2 Кароліна           |                      |
| 5 травня                    | Монреаль 4           | 1 Кароліна           |                      |
| 7 травня                    | Кароліна 1           | 2 Монреаль           | OT                   |
| 9 травня                    | Кароліна 4           | 3 Монреаль           | OT                   |
| 12 травня                   | Монреаль 1           | 5 Кароліна           |                      |
| 13 травня                   | Кароліна 8           | 2 Монреаль           |                      |
| Кароліна виграла серію 4–2. |                      |                      |                      |

| Торонто та Оттава         | Торонто та Оттава | Торонто та Оттава | Торонто та Оттава |
| Дата                      | Господарі         | Гості             |                   |
| ------------------------- | ----------------- | ----------------- | ----------------- |
| 2 травня                  | Оттава 5          | 0 Торонто         |                   |
| 4 травня                  | Оттава 2          | 3 Торонто         | 3OT               |
| 6 травня                  | Торонто 2         | 3 Оттава          |                   |
| 8 травня                  | Торонто 2         | 1 Оттава          |                   |
| 10 травня                 | Оттава 4          | 2 Торонто         |                   |
| 12 травня                 | Торонто 4         | 3 Оттава          |                   |
| 14 травня                 | Оттава 1          | 3 Торонто         |                   |
| Торонто виграв серію 4–3. |                   |                   |                   |

Західна конференція
| Детройт та Сент-Луїс      | Детройт та Сент-Луїс | Детройт та Сент-Луїс | Детройт та Сент-Луїс |
| Дата                      | Господарі            | Гості                |                      |
| ------------------------- | -------------------- | -------------------- | -------------------- |
| 2 травня                  | Сент-Луїс 0          | 2 Детройт            |                      |
| 4 травня                  | Сент-Луїс 2          | 3 Детройт            |                      |
| 7 травня                  | Детройт 1            | 6 Сент-Луїс          |                      |
| 9 травня                  | Детройт 4            | 3 Сент-Луїс          |                      |
| 11 травня                 | Сент-Луїс 0          | 4 Детройт            |                      |
| Детройт виграв серію 4–1. |                      |                      |                      |

| Колорадо та Сан-Хосе       | Колорадо та Сан-Хосе | Колорадо та Сан-Хосе | Колорадо та Сан-Хосе |
| Дата                       | Господарі            | Гості                |                      |
| -------------------------- | -------------------- | -------------------- | -------------------- |
| 1 травня                   | Сан-Хосе 6           | 3 Колорадо           |                      |
| 4 травня                   | Сан-Хосе 2           | 8 Колорадо           |                      |
| 6 травня                   | Колорадо 4           | 6 Сан-Хосе           |                      |
| 8 травня                   | Колорадо 4           | 1 Сан-Хосе           |                      |
| 11 травня                  | Сан-Хосе 5           | 3 Колорадо           |                      |
| 13 травня                  | Колорадо 2           | 1 Сан-Хосе           | OT                   |
| 15 травня                  | Сан-Хосе 0           | 1 Colorado           |                      |
| Колорадо виграв серію 4–3. |                      |                      |                      |

### Фінали конференції
| Східна конференція                        | Східна конференція                        | Східна конференція                        | Східна конференція                        | Східна конференція                        | Східна конференція                        | Східна конференція                        |
| Кароліна Гаррікейнс та Торонто Мейпл-Ліфс | Кароліна Гаррікейнс та Торонто Мейпл-Ліфс | Кароліна Гаррікейнс та Торонто Мейпл-Ліфс | Кароліна Гаррікейнс та Торонто Мейпл-Ліфс | Кароліна Гаррікейнс та Торонто Мейпл-Ліфс | Кароліна Гаррікейнс та Торонто Мейпл-Ліфс | Кароліна Гаррікейнс та Торонто Мейпл-Ліфс |
| Дата                                      | Господарі                                 | Господарі                                 | Гості                                     | Гості                                     | Примітки                                  |                                           |
| ----------------------------------------- | ----------------------------------------- | ----------------------------------------- | ----------------------------------------- | ----------------------------------------- | ----------------------------------------- | ----------------------------------------- |
| 16 травня                                 | Кароліна                                  | 1                                         | 2                                         | Торонто                                   |                                           |                                           |
| 19 травня                                 | Кароліна                                  | 2                                         | 1                                         | Торонто                                   | OT                                        |                                           |
| 21 травня                                 | Торонто                                   | 1                                         | 2                                         | Кароліна                                  | OT                                        |                                           |
| 23 травня                                 | Торонто                                   | 0                                         | 3                                         | Кароліна                                  |                                           |                                           |
| 25 травня                                 | Кароліна                                  | 0                                         | 1                                         | Торонто                                   |                                           |                                           |
| 28 травня                                 | Торонто                                   | 1                                         | 2                                         | Кароліна                                  | OT                                        |                                           |
| Кароліна виграла серію 4:2.               |                                           |                                           |                                           |                                           |                                           |                                           |

| Західна конференція                   | Західна конференція                   | Західна конференція                   | Західна конференція                   | Західна конференція                   | Західна конференція                   | Західна конференція                   |
| Детройт Ред-Вінгс та Колорадо Аваланч | Детройт Ред-Вінгс та Колорадо Аваланч | Детройт Ред-Вінгс та Колорадо Аваланч | Детройт Ред-Вінгс та Колорадо Аваланч | Детройт Ред-Вінгс та Колорадо Аваланч | Детройт Ред-Вінгс та Колорадо Аваланч | Детройт Ред-Вінгс та Колорадо Аваланч |
| Дата                                  | Господарі                             | Господарі                             | Гості                                 | Гості                                 | Примітки                              |                                       |
| ------------------------------------- | ------------------------------------- | ------------------------------------- | ------------------------------------- | ------------------------------------- | ------------------------------------- | ------------------------------------- |
| 18 травня                             | Колорадо                              | 3                                     | 5                                     | Детройт                               |                                       |                                       |
| 20 травня                             | Колорадо                              | 4                                     | 3                                     | Детройт                               | OT                                    |                                       |
| 22 травня                             | Детройт                               | 2                                     | 1                                     | Колорадо                              | OT                                    |                                       |
| 25 травня                             | Детройт                               | 2                                     | 3                                     | Колорадо                              |                                       |                                       |
| 27 травня                             | Колорадо                              | 2                                     | 1                                     | Детройт                               | OT                                    |                                       |
| 29 травня                             | Детройт                               | 2                                     | 0                                     | Колорадо                              |                                       |                                       |
| 31 травня                             | Колорадо                              | 0                                     | 7                                     | Детройт                               |                                       |                                       |
| Детройт виграв серію 4:3.             |                                       |                                       |                                       |                                       |                                       |                                       |

### Фінал Кубка Стенлі
| Детройт Ред-Вінгс (1) та Кароліна Гаррікейнс (7) | Детройт Ред-Вінгс (1) та Кароліна Гаррікейнс (7) | Детройт Ред-Вінгс (1) та Кароліна Гаррікейнс (7)                                                                            | Детройт Ред-Вінгс (1) та Кароліна Гаррікейнс (7)                                                                                 | Детройт Ред-Вінгс (1) та Кароліна Гаррікейнс (7) | Детройт Ред-Вінгс (1) та Кароліна Гаррікейнс (7) | Детройт Ред-Вінгс (1) та Кароліна Гаррікейнс (7) |
| Дата                                             | Господарі                                        | Господарі | Гості | Гості                                            | Примітки                                         |                                                  |
| ------------------------------------------------ | ------------------------------------------------ | --- | --- | ------------------------------------------------ | ------------------------------------------------ | ------------------------------------------------ |
| 4 червня                                         | Кароліна                                         | 3 Ш. Гілл (С. Капанен, Р. Френсіс) 23:30 Д. О'Нілл (А. Ворд) 39:10 Р. Френсіс (Д. О'Нілл, С. Капанен) 60:58                 | 2 С. Федоров (С. Айзерман) 15:21 К. Малтбі (Д. Маккарті) 30:39                                                                   | Детройт                                          | OT                                               |                                                  |
| 6 червня                                         | Кароліна                                         | 1 Р. Бріндамор 14:47 | 3 К. Малтбі (К. Дрейпер, К. Челіос) 6:33 Н. Лідстрем (С. Федоров, С. Айзерман) 54:52 К. Дрейпер (Н. Лідстрем, Ф. Улавссон) 55:05 | Детройт                                          |                                                  |                                                  |
| 8 червня                                         | Детройт                                          | 3 І. Ларіонов (Б. Галл) 25:33 Б. Галл (Н. Лідстрем, С. Федоров) 58:46 І. Ларіонов (Т. Гольмстрем, С. Дюшен) 114:47          | 2 Й. Вашичек (М. Желіна, Г. Веслі) 14:49 Д. О'Нілл (Р. Френсіс) 47:34                                                            | Кароліна                                         | 3 OT                                             |                                                  |
| 10 червня                                        | Детройт                                          | 3 Б. Галл (Б. Деверо, Ф. Улавссон) 26:32 І. Ларіонов (Ї. Фішер, Л. Робітайл) 43:43 Б. Шенаген (С. Федоров, К. Челіос) 54:43 | 0 | Кароліна                                         |                                                  |                                                  |
| 13 червня                                        | Кароліна                                         | 1 Д. О'Нілл (Ш. Гілл, Г. Веслі) 38:50                                                                                       | 3 Т. Гольмстрем (І. Ларіонов, К. Челіос) 24:07 Б. Шенаген (С. Федоров, С. Айзерман) 34:04 Б. Шенаген (С. Айзерман) 59:15         | Детройт                                          |                                                  |                                                  |
| Детройт виграв серію 4:1.                        |                                                  | | |                                                  |                                                  |                                                  |

## Статистика

### Найкращі бомбардири плей-оф
| Гравець         | Команда  | І  | Г  | П  | О  | +/- | ШХ |
| --------------- | -------- | -- | -- | -- | -- | --- | -- |
| Петер Форсберг  | Колорадо | 20 | 9  | 18 | 27 | +8  | 20 |
| Стів Айзерман   | Детройт  | 23 | 6  | 17 | 23 | +4  | 10 |
| Джо Сакік       | Колорадо | 21 | 9  | 10 | 19 | -2  | 4  |
| Брендан Шенаген | Детройт  | 23 | 8  | 11 | 19 | +5  | 20 |
| Гері Робертс    | Торонто  | 19 | 7  | 12 | 19 | +6  | 56 |
| Сергій Федоров  | Детройт  | 23 | 5  | 14 | 19 | +4  | 20 |
| Бретт Галл      | Детройт  | 23 | 10 | 8  | 18 | +1  | 4  |
| Рон Френсіс     | Кароліна | 23 | 6  | 10 | 16 | -2  | 6  |
| Ніклас Лідстрем | Детройт  | 23 | 5  | 11 | 16 | +6  | 2  |
| Елін Макколі    | Торонто  | 20 | 5  | 10 | 15 | +3  | 4  |